# Championnat d'Iran de football 1978-1979
Navigation
Saison précédente Saison suivante
La saison 1978-1979 du Championnat d'Iran de football est la huitième édition du championnat national de première division iranienne. Seize clubs iraniens prennent part au championnat organisé par la fédération. Les équipes sont regroupées au sein d'une poule unique où elles rencontrent leurs adversaires deux fois, à domicile et à l'extérieur. À cause de la Révolution iranienne, la compétition n'a jamais pu être terminée et n'a donc aucun vainqueur.
Le championnat national est par ailleurs interrompu jusqu'en 1989.

## Les clubs participants
| - Taj Teheran - Persepolis FC - Sanat Naft - Paas Teheran - Malavan F.C. - Shahin FC - Bargh Chiraz - Niru Ahvaz | - Aboomoslem Mechhad - Promu de D2 - Bank Melli Iran - Machine Sazi - Zob Ahan FC - Homa FC - Rastakhiz Khoramshahr - Promu de D2 - Teraktor Sazi - Daraei FC |

## Compétition

### Classement
Le classement est établi sur le barème de points classique (victoire à 2 points, match nul à 1, défaite à 0).
| Rang | Équipe                  | Pts | J  | G | N | P | Bp | Bc | Diff |
| ---- | ----------------------- | --- | -- | - | - | - | -- | -- | ---- |
| 1    | Shahin FC               | 18  | 12 | 8 | 2 | 2 |    |    |      |
| 2    | Persepolis FC           | 17  | 12 | 6 | 5 | 1 |    |    |      |
| 3    | Taj Teheran             | 17  | 12 | 7 | 3 | 2 |    |    |      |
| 4    | Paas Teheran T          | 16  | 12 | 7 | 2 | 3 |    |    |      |
| 5    | Niru Ahvaz              | 15  | 12 | 4 | 7 | 1 |    |    |      |
| 6    | Malavan F.C.            | 12  | 12 | 3 | 6 | 3 |    |    |      |
| 7    | Bank Melli Iran         | 12  | 12 | 3 | 6 | 3 |    |    |      |
| 8    | Teraktor Sazi           | 12  | 12 | 3 | 6 | 3 |    |    |      |
| 9    | Sanat Naft              | 12  | 12 | 5 | 2 | 5 |    |    |      |
| 10   | Bargh Chiraz            | 12  | 12 | 4 | 4 | 4 |    |    |      |
| 11   | Machine Sazi            | 12  | 12 | 4 | 4 | 4 |    |    |      |
| 12   | Zob Ahan FC             | 11  | 12 | 4 | 3 | 5 |    |    |      |
| 13   | Rastakhiz Khoramshahr P | 10  | 12 | 4 | 2 | 6 |    |    |      |
| 14   | Aboomoslem Mechhad P    | 9   | 12 | 3 | 3 | 6 |    |    |      |
| 15   | Daraei FC               | 7   | 12 | 2 | 3 | 7 |    |    |      |
| 16   | Homa FC                 | 7   | 12 | 2 | 3 | 7 |    |    |      |